# Jaú
Jaú – miasto w Brazylii leżące w centrum stanu São Paulo. W 2004 roku miasto, mające powierzchnię 690,18 km², zamieszkiwało 121 333 ludzi. Miasto znajduje się 522 metry n.p.m.
Dawniej miasto nazywało się Jahu.
W mieście ma siedzibę klub piłkarski EC XV de Jaú.